# Impatto imminente
Impatto imminente (Striking Distance) è un film del 1993, diretto da Rowdy Herrington ed interpretato da Bruce Willis.

## Trama
Thomas "Tom" Hardy è un poliziotto di Pittsburgh che appartiene ad una famiglia di poliziotti da cinque generazioni e che ha denunciato un suo collega e cugino, Jimmy Detillo, reo di aver aggredito un collega, arrivando così a farsi detestare da diversi colleghi. Una sera Tom e suo padre Vincent (capo della squadra omicidi), poco prima di arrivare al ballo dei poliziotti, ricevono una chiamata riguardante l'avvistamento di un criminale noto come "lo strangolatore". Tom e suo padre inseguono l'auto dell'assassino ma i due veicoli si scontrano e finiscono fuori strada. Tom perde i sensi e, al suo risveglio, trova suo padre ucciso e lo strangolatore fuggito. Successivamente la polizia individua lo strangolatore in Douglas Kesser e lo arresta; lo stesso giorno, Jimmy si butta dal ponte ma il suo corpo non viene ritrovato. In seguito a ciò Tom viene trasferito alla polizia fluviale.
Due anni dopo, Tom, ormai schiavo dell'alcool, deve indagare sull'omicidio di una sua ex fidanzata ritrovata presso una discarica e gli viene assegnata una nuova partner, Jo Christman, mentre lo zio Nick (il padre di Jimmy), che è ora a capo della squadra omicidi, lo vuole lontano dal caso e non perde occasione per scontrarsi con lui. Tom riceve una telefonata simile a quelle lasciate dallo Strangolatore (che Tom ha sempre creduto si trattasse di un poliziotto) mentre il detective Eddie Eiler (che odia anche lui Tom per aver testimoniato contro Jimmy) si convince che in realtà si tratti di un imitatore. Poco dopo viene ritrovato il cadavere di un'altra ex fidanzata di Tom. 
Jo e Tom si recano al ballo dei poliziotti per far sì che Jo familiarizzi con gli altri poliziotti ma le cose non vanno come sperato dal momento che Tom ha un nuovo scontro con gli altri ufficiali. Tornati a casa, Jo e Tom hanno un alterco poiché Tom accusa Jo di aver buttato il whisky nel lavandino per impedirgli di bere e la caccia ma Jo si ribella facendogli capire di essere innamorata di lui; i due si baciano e fanno l'amore.
La mattina seguente, Tom e Jo scoprono un misterioso individuo che getta un corpo da un ponte. Tom distrugge l'auto del sospetto con una pistola lanciarazzi, ma l'individuo misterioso scappa a piedi e si scopre che il fagotto non era altro che un mucchio di tappeti, cosa che porterà Tom e Jo ad essere umiliati dagli altri colleghi. I due si convincono che la mossa dell'individuo fosse stata pianificata con l'intento di screditarli. Intanto Jo confessa a Tom di essere stata già sposata e di avere una figlia, Sarah, di 4 anni. Mentre le indagini proseguono, si scopre che Jo in realtà è un'investigatrice della polizia di Stato della Pennsylvania con l'incarico di sorvegliare Tom e capire la sua condotta, dichiarandola onorevole e professionale.
Una sera Jo viene rapita nel suo appartamento, mentre Tom trova il corpo di un'altra vittima, una collega del dipartimento fluviale. Pensando che il colpevole di ciò sia Danny, il fratello di Jimmy, che avrebbe agito per vendetta, si reca verso la capanna della famiglia Detillo. Qui viene raggiunto da Danny, ma qualcuno colpisce Tom facendogli perdere i sensi. Al suo risveglio, lui, Danny e Jo si ritrovano ammanettati alle sedie e il colpevole si rivela essere Jimmy, sopravvissuto alla caduta nel fiume. Jimmy tenta di uccidere Jo, ma arriva suo padre Nick che lo invita a costituirsi. Jimmy rivela cosa è successo a Vincent, il padre di Tom: quando Nick arrivò sul luogo dell'incidente e scoprì che l'assassino era suo figlio, decise di lasciarlo andare. Vincent si riprese dall'incidente e cercò di colpire l'assassino in fuga, ignorando che si trattasse di Jimmy e provocando l'intervento di Nick che, nel tentativo di fermarlo, gli sparò accidentalmente.
Rifiutando di costituirsi, Jimmy spara a Nick e fugge, mentre Tom si libera. I due iniziano un inseguimento in motoscafo sul fiume Ohio arrivando a scontrarsi e a cadere in acqua. A quel punto Tom uccide Jimmy colpendolo con un taser in bocca. In seguito a tale evento, Tom viene reintegrato in polizia e inizia una convivenza con Jo a cui si unisce la sua figlioletta Sarah.

## Produzione
Inizialmente il film doveva essere intitolato Three Rivers, ma la decisione di accrescere il ritmo del film portò alla decisione di intitolarlo Striking Distance.
Durante le riprese, gli attori che interpretavano gli agenti del PPD impiegarono dei calchi in resina di plastica di veri distintivi della polizia cittadina, i quali vennero distrutti alla fine delle riprese.

## Cast
La parte del protagonista venne inizialmente affidata a Ed Harris. Successivamente la decisione venne modificata e la parte venne proposta a Robert De Niro, ed infine definitivamente a Bruce Willis.